# 星の砂 (小柳ルミ子の曲)
「星の砂」（ほしのすな）は小柳ルミ子の22枚目のシングル。1977年4月25日にワーナー・パイオニアから発売された。

## 概要・背景
小柳のシングルとしては、1974年の「冬の駅」（オリコン週間1位）以来9作品ぶりに、オリコンチャート上において週間3位以内に入るヒット曲となった。最高位は2位。
小柳は1977年の大晦日に放送された第28回NHK紅白歌合戦に出演し、この曲を歌唱した。
フジテレビの『オールスター作詞大賞』で生まれた曲。タレントがオリジナルの曲を作り、プロの歌手が歌い、その出来を競うという番組が1977年の『火曜ワイドスペシャル』枠で放送されたが、その際の優勝曲が由紀さおりが「八重山哀歌」というタイトルで歌った本作であった。
星の砂を産出する沖縄県八重山列島には、黒島から石垣島への強制移住により恋人と引き裂かれた女性が、恋人の住む故郷の島をひと目見ようと野底岳に登ったが、於茂登岳に遮られてそれもかなわず、絶望して山頂の岩と化したという伝承があり、この曲の歌詞はこれをモチーフにしたとされる。
同番組に出演していた小柳ルミ子がこの曲を気に入り、自分の新曲として歌いたいと熱望。タイトルや歌詞を一部変え、シングル発売したものである。小柳が、同じレコード会社だった出門にこの曲を歌いたいと伝えたところ、出門からこの曲は小柳に歌ってほしくて書いたものだと明かされたという。新曲プロモでテレビ番組に出演した際に、出門は「この曲を手掛けるきっかけになったのは、自分達（ヒデとロザンナ）が小柳と同じワーナー・パイオニアに移籍してきたことから何か一緒にやりたい」ことだったと説明した。また出門は楽曲制作の際、曲から先に作るのだが、この曲は関口の詞が先にあって、それに出門が曲を付ける形になったという。

## 収録曲
1. 星の砂（3分18秒）
作詞：関口宏／作曲：出門英／編曲：森岡賢一郎
2. 明日の海（3分44秒）
作詞：竜真知子／作曲：小坂明子／編曲：森岡賢一郎

## カバー等
- 後に作曲者である出門英が、夫婦デュオ・ヒデとロザンナとしてセルフカバーしている。
- Kダブシャインは、アルバム『新日本人』収録の同名曲で、小柳ルミ子の星の砂をサンプリングしている。